# Баратовка (Гороховская сельская община)
Бара́товка (укр. Баратівка) — село в Снигирёвском районе Николаевской области Украины.
Основано в 1864 году. Население по переписи 2001 года составляло 1088 человек. Почтовый индекс — 57370. Телефонный код — 5162.

## Местный совет
57370, Николаевская обл., Снигирёвский р-н, с. Баратовка, ул. Капитана Агеенка, 3.